# 願譜代
願譜代（ねがいふだい）は、江戸時代に外様大名のうちで願い出て譜代大名の扱いとなった者をいう。主に譜代大名の血筋の者が外様大名の家を継ぎ、幕閣において長年の功績を立てるなどした場合、もしくは外様大名が幕政に参画しようとして譜代への格上げを望んだ時にこの扱いとなった。願い譜代とも記され、譜代格、御譜代に準ずる大名という場合もある。後世には準（准）譜代大名の呼称も使用されるが、歴史学的な用語である。

## 概要
『大辞林』では、「相馬長門・脇坂中務・加藤能登・秋田山城・諏訪伊勢・戸沢大和」の6家のみとしているが、小和田哲男は藤堂高虎も願譜代に含めており、真田家・堀家も願譜代とする資料が存在する。
該当する大名家が自動的に譜代扱いとなるのではなく、願い出て初めて許可された。また、願い出れば必ず許可されるというものでもなく、堀家のように却下された例もある。願譜代となると、江戸城内での伺候席の格が雁の間詰、菊の間詰から帝鑑の間詰に上昇し、老中への道が開かれるとともに官位の面でも従四位下侍従に昇進が可能となるなど優遇された。

## 主な願譜代
- 相馬氏：陸奥中村藩6万石 城主[注釈 2]
- 脇坂氏：播磨龍野藩5万1千石 城主[注釈 3]
- 加藤氏：近江水口藩2万5千石 城主[注釈 4]
- 秋田氏：陸奥三春藩5万石 城主[注釈 5]
- 諏訪氏：信濃諏訪藩（高島藩）3万石 城主
- 戸沢氏：出羽新庄藩6万8千石余 城主

以上の6家は『大辞林』に所載されている。
- 藤堂氏：伊勢津藩32万3千石余 国主[3]
- 真田氏：信濃松代藩10万石 城主[4][注釈 6]

さらに、下記の家が含まれる場合もある。
- 仙石氏：信濃小諸藩5万石→上田藩6万石→但馬出石藩5万8000石 城主[注釈 7]
- 有馬氏：越前丸岡藩5万石 城主[注釈 8]
- 遠藤氏：近江三上藩1万石 陣屋（陣屋大名）、のち城主格[注釈 9][注釈 10]
- 京極氏：丹後峰山藩1万1千石余 陣屋[注釈 11]

- 堀氏（堀直之家）：越後椎谷藩1万石 陣屋[注釈 12]
- 遠山氏：美濃苗木藩1万5千石 城主[注釈 13]
- 片桐氏：大和小泉藩1万1千石 陣屋[注釈 14]
- 池田氏：備前岡山藩31万5千石、および因幡鳥取藩32万石 城主[注釈 15][要出典]
- 山口氏：常陸牛久藩1万石 陣屋[注釈 16]
- 小堀氏：近江小室藩1万630石 陣屋[注釈 17]
- 大村氏：肥前大村藩2万7千900石 城主[注釈 18]